# Japonia na Zimowych Igrzyskach Olimpijskich 1964
Japonię na Zimowych Igrzyskach Olimpijskich 1964 reprezentowało 47 zawodników: 41 mężczyzn i sześć kobiet. Był to siódmy start reprezentacji Japonii na zimowych igrzyskach olimpijskich.

## Skład kadry

### Biathlon
Mężczyźni
| Zawodnik        | Konkurencja   | czas biegu | Kary | Łączny czas | Pozycja |
| --------------- | ------------- | ---------- | ---- | ----------- | ------- |
| Yūji Yamanaka   | Bieg na 20 km | 1:29:51,8  | 4:00 | 1:33:51,8   | 19.     |
| Yoshio Ninomine | Bieg na 20 km | 1:29:38,6  | 6:00 | 1:35:38,6   | 26.     |

### Biegi narciarskie
Mężczyźni
| Zawodnik                                                   | Konkurencja        | czas               | Pozycja            |
| ---------------------------------------------------------- | ------------------ | ------------------ | ------------------ |
| Tatsuo Kitamura                                            | Bieg na 15 km      | 55:24,3            | 26.                |
| Kazuo Sato                                                 | Bieg na 15 km      | 56:04,5            | 35.                |
| Hidezo Takahashi                                           | Bieg na 15 km      | 57:03,4            | 42.                |
| Chogoro Yahata                                             | Bieg na 15 km      | 1:00:46,1          | 58.                |
| Kazuo Sato                                                 | Bieg na 30 km      | 1:42:39,2          | 41.                |
| Hidezo Takahashi                                           | Bieg na 30 km      | 1:43:11,0          | 47.                |
| Tatsuo Kitamura                                            | Bieg na 30 km      | 1:46:13,4          | 51.                |
| Chogoro Yahata                                             | Bieg na 30 km      | 1:51:45,3          | 62.                |
| Kazuo Sato                                                 | Bieg na 50 km      | 3:03:57,9          | 27.                |
| Hidezo Takahashi                                           | Bieg na 50 km      | 3:14:31,4          | 35.                |
| Chogoro Yahata                                             | Bieg na 50 km      | Nie ukończył biegu | Nie ukończył biegu |
| Hidezo Takahashi Kazuo Sato Tatsuo Kitamura Chogoro Yahata | Sztafeta 4 × 10 km | 2:32:05,5          | 10.                |

### Hokej na lodzie
Reprezentacja mężczyzn
| - Shinichi Honma - Toshiei Honma - Hidenori Inatsu - Atsuo Irie - Koji Iwamoto - Kimio Kazahari - Isao Kawabuchi - Kimihisa Kudo - Hiroyuki Matsuura |  | - Katsuji Morishima - Minoru Nakano - Jiro Ogawa - Isao Ono - Masahiro Sato - Shigeru Shimada - Mamoru Takashima - Masami Tanabu |

Reprezentacja Japonii w rundzie kwalifikacyjnej uległa reprezentacji Czechosłowacji i awansowała do grupy "pocieszenia", w której zajęła trzecie miejsce. Ostatecznie reprezentacja Japonii została sklasyfikowana na 11. miejscu w turnieju olimpijskim.
| 28 stycznia 1964 | Czechosłowacja | 17:2 | Japonia | Messehalle |

| Godzina: 9:00 |  | (8:0, 3:2, 6:0) |  |  |

#### Grupa pocieszenia
| Drużyna    | M | Mecze | Mecze | Mecze | Bramki | Bramki | Bramki | Pkt |
| Drużyna    | M | W     | R     | P     | +      | -      | +/-    | Pkt |
| ---------- | - | ----- | ----- | ----- | ------ | ------ | ------ | --- |
| Polska     | 7 | 6     | 0     | 1     | 40     | 13     | +27    | 12  |
| Norwegia   | 7 | 5     | 0     | 2     | 40     | 19     | +21    | 10  |
| Japonia    | 7 | 4     | 1     | 2     | 35     | 31     | +4     | 9   |
| Rumunia    | 7 | 3     | 1     | 3     | 31     | 28     | +3     | 7   |
| Austria    | 7 | 3     | 1     | 3     | 24     | 28     | -2     | 7   |
| Jugosławia | 7 | 3     | 1     | 3     | 29     | 37     | -8     | 7   |
| Włochy     | 7 | 2     | 0     | 5     | 24     | 42     | -18    | 4   |
| Węgry      | 7 | 0     | 0     | 7     | 14     | 39     | -25    | 0   |

Wyniki
| 30 stycznia 1964 | Japonia | 4:3 | Norwegia | Messehalle |

| Godzina: 17:00 |

| 31 stycznia 1964 | Japonia | 6:4 | Rumunia | Messehalle |

| Godzina: 20:00 |

| 3 lutego 1964 | Austria | 5:5 | Japonia | Eisstadion |

| Godzina: 17:00 |

| 4 lutego 1964 | Japonia | 4:6 | Jugosławia | Messehalle |

| Godzina: 10:00 |

| 6 lutego 1964 | Polska | 3:4 | Japonia | Messehalle |

| Godzina: 17:00 |

| 8 lutego 1964 | Węgry | 2:6 | Japonia | Messehalle |

| Godzina: 17:30 |

| 9 lutego 1964 | Japonia | 6:8 | Włochy | Eisstadion |

| Godzina: 13:00 |

### Kombinacja norweska
Mężczyźni
| Zawodnik         | Konkurencja   | Bieg narciarski | Bieg narciarski | Bieg narciarski | Skoki narciarskie | Skoki narciarskie | Skoki narciarskie | Skoki narciarskie | Skoki narciarskie | Skoki narciarskie | Skoki narciarskie | Skoki narciarskie | Łącznie | Pozycja |
| Zawodnik         | Konkurencja   | Czas biegu      | Pozycja         | Punkty          | Skok 1            | Nota              | Skok 2            | Nota              | Skok 3            | Nota              | Punkty            | Pozycja           | Łącznie | Pozycja |
| ---------------- | ------------- | --------------- | --------------- | --------------- | ----------------- | ----------------- | ----------------- | ----------------- | ----------------- | ----------------- | ----------------- | ----------------- | ------- | ------- |
| Takashi Fujisawa | Indywidualnie | 56:31,0         | 26.             | 167,12          | 63,5              | 99,8              | 68,0              | 108,3             | 60,0              | 96,4              | 208,1             | 12.               | 375,22  | 20.     |
| Eiichi Tanaka    | Indywidualnie | 58:23,9         | 31.             | 147,30          | 62,0              | 89,7              | 62,5              | 90,0              | 62,0              | 100,2             | 190,2             | 22.               | 337,50  | 30.     |
| Akemi Taniguchi  | Indywidualnie | 56:14,1         | 22.             | 170,01          | 57,0              | 39,7              | 56,5              | 81,8              | 52,0              | 38,0              | 121,5             | 32.               | 291,51  | 31.     |

### Łyżwiarstwo figurowe
| Zawodnik      | Konkurencja | Nota   | Pozycja |
| ------------- | ----------- | ------ | ------- |
| Miwa Fukuhara | Solistki    | 1845,1 | 5.      |
| Kumiko Okawa  | Solistki    | 1725,4 | 13.     |
| Junko Ueno    | Solistki    | 1685,0 | 22.     |
| Nobuo Sato    | Soliści     | 1746,2 | 8.      |

### Łyżwiarstwo szybkie
Mężczyźni
| Zawodnik         | Konkurencja   | Konkurencja   | Konkurencja    | Konkurencja    | Konkurencja    | Konkurencja    | Konkurencja      | Konkurencja      |
| Zawodnik         | Bieg na 500 m | Bieg na 500 m | Bieg na 1500 m | Bieg na 1500 m | Bieg na 5000 m | Bieg na 5000 m | Bieg na 10 000 m | Bieg na 10 000 m |
| Zawodnik         | Czas          | Miejsce       | Czas           | Miejsce        | Czas           | Miejsce        | Czas             | Miejsce          |
| ---------------- | ------------- | ------------- | -------------- | -------------- | -------------- | -------------- | ---------------- | ---------------- |
| Keiichi Suzuki   | 40,7          | 5.            | 2:17,5         | 31.            |                |                |                  |                  |
| Fumio Nagakubo   | 41,8          | 16.           |                |                |                |                |                  |                  |
| Satoshi Shinpo   | 44,4          | 41.           | 2:18,5         | 34.            | 8:12,5         | 23.            | 17:11,3          | 24.              |
| Toyofumi Aruga   |               |               | 2:20,7         | 41.            | 8:15,9         | 24.            | 17:09,9          | 22.              |
| Yoshihiro Kawano |               |               |                |                | 8:19,4         | 26.            | 17:39,0          | 32.              |

Kobiety
| Zawodnik                   | Konkurencja   | Konkurencja   | Konkurencja         | Konkurencja         | Konkurencja    | Konkurencja    | Konkurencja    | Konkurencja    |
| Zawodnik                   | Bieg na 500 m | Bieg na 500 m | Bieg na 1000 m      | Bieg na 1000 m      | Bieg na 1500 m | Bieg na 1500 m | Bieg na 3000 m | Bieg na 3000 m |
| Zawodnik                   | Czas          | Miejsce       | Czas                | Miejsce             | Czas           | Miejsce        | Czas           | Miejsce        |
| -------------------------- | ------------- | ------------- | ------------------- | ------------------- | -------------- | -------------- | -------------- | -------------- |
| Hatsue Nagakubo-Takamizawa | 47,9          | 12.           | Nie ukończyła biegu | Nie ukończyła biegu | 2:30,9         | 10.            | 5:25,4         | 6.             |
| Yasuko Takano              | 49,3          | 19.           | 1:41,6              | 20.                 | 2:33,1         | 14.            | 5:30,4         | 12.            |
| Kaneko Takahashi           | 50,5          | 24.           | 1:40,5              | 18.                 | 2:34,6         | 18.            | 5:39,6         | 16.            |

### Narciarstwo alpejskie
Mężczyźni
| Zawodnik           | Konkurencja | Konkurencja | Konkurencja   | Konkurencja   | Konkurencja         | Konkurencja         | Konkurencja      | Konkurencja      |
| Zawodnik           | Zjazd       | Zjazd       | Slalom gigant | Slalom gigant | Slalom specjalny    | Slalom specjalny    | Slalom specjalny | Slalom specjalny |
| Zawodnik           | Czas        | Pozycja     | Czas          | Pozycje       | Czas 1-go przejazdu | Czas 2-go przejazdu | Czas łączny      | Pozycja          |
| ------------------ | ----------- | ----------- | ------------- | ------------- | ------------------- | ------------------- | ---------------- | ---------------- |
| Hajime Tomii       | 2:30,02     | 33.         | 1:56,65       | 22.           | 1:18,49             | 1:06,60             | 2:25,09          | 31.              |
| Yoshiharu Fukuhara | 2:34,55     | 45.         | 1:58,35       | 25.           | 1:14,35             | 1:06,36             | 2:20,71          | 23.              |
| Tsuneo Noto        | 2:34,76     | 46.         | 2:01,26       | 35.           |                     |                     |                  |                  |
| Yoshihiro Ohira    | 2:40,82     | 57.         |               |               | 1:28,79             | 1:09,08             | 2:37,87          | 38.              |
| Yoshinari Kida     |             |             | 2:04,22       | 39.           | 1:19,11             | 1:10,00             | 2:29,11          | 34.              |

### Skoki narciarskie
Mężczyźni
| Konkurencja       | Skoczek       | Skok 1    | Skok 1 | Skok 2    | Skok 2 | Skok 3    | Skok 3 | Nota   | Pozycja |
| Konkurencja       | Skoczek       | odległość | Nota   | odległość | Nota   | odległość | Nota   | Nota   | Pozycja |
| ----------------- | ------------- | --------- | ------ | --------- | ------ | --------- | ------ | ------ | ------- |
| Skocznia normalna | Yukio Kasaya  | 73,5      | 97,50  | 74,5      | 101,40 | 73,5      | 99,20  | 200,60 | 23.     |
| Skocznia normalna | Sadao Kikuchi | 70,5      | 95,9   | 74,0      | 99,70  | 72,5      | 98,80  | 198,50 | 26.     |
| Skocznia normalna | Yōsuke Etō    | 69,5      | 94,20  | 72,0      | 98,40  | 73,0      | 100,00 | 198,40 | 27.     |
| Skocznia normalna | Naoki Shimura | 71,0      | 93,50  | 71,5      | 95,20  | 71,0      | 95,70  | 190,90 | 40.     |
| Skocznia duża     | Yukio Kasaya  | 87,0      | 101,60 | 86,0      | 105,10 | 70,0      | 85,90  | 206,70 | 11.     |
| Skocznia duża     | Naoki Shimura | 82,0      | 94,10  | 76,5      | 90,40  | 66,0      | 78,40  | 184,50 | 37.     |
| Skocznia duża     | Yōsuke Etō    | 80,0      | 91,40  | 73,0      | 83,90  | 70,0      | 86,40  | 177,80 | 44.     |
| Skocznia duża     | Sadao Kikuchi | 78,5      | 87,40  | 74,5      | 87,40  | 70,0      | 86,90  | 174,80 | 47.     |